# 锗烷

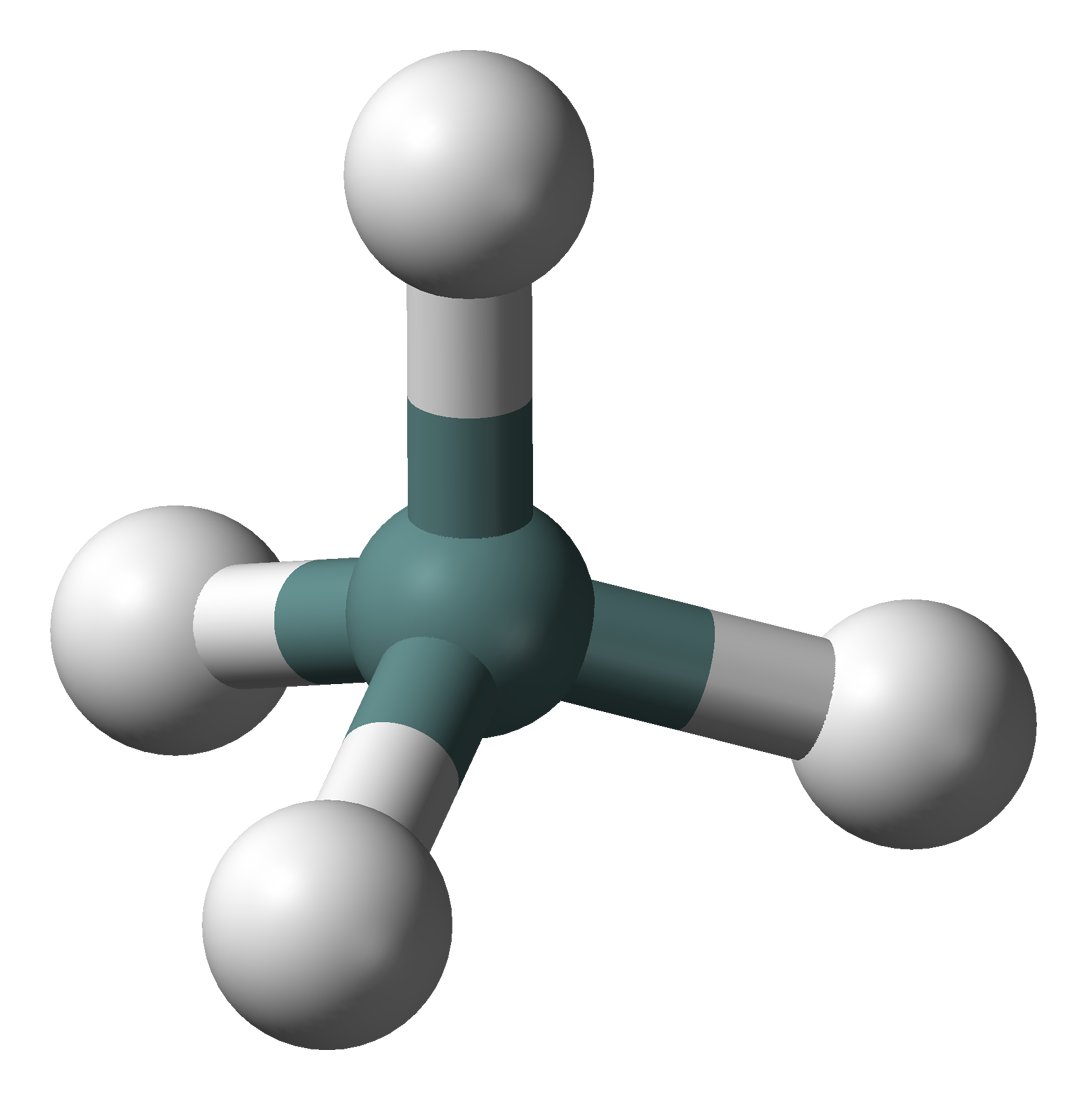
甲锗烷的球棒模型

锗烷是指一些结构类似低级烷烃的锗氢化合物，通式 GenH2n+2。

## 甲锗烷
甲锗烷 (GeH4)是最简单的锗烷。它是一种反应性极高，易分解，有毒，且很臭的气体。它用于半导体工业。

## 更长的锗烷
更长的锗烷，像是乙锗烷 (Ge2H6) 有更高的熔点。它们也非常不稳定。已知最长的锗烷是戊锗烷，化学式 Ge
5H
12。